# Nicolau, o Diácono
Nicolau da Antioquia (em grego: Nikolaos) de Atos 6:5 é um nativo de Antioquia, um proselitista e um judeu convertido ao Cristianismo. Quando a Igreja ainda estava confinada a Jerusalém, ele foi escolhido pelo conjunto dos discípulos para ser um dos primeiros dentre os Sete Diáconos e ele foi ordenado pelos apóstolos, em cerca 33 dC. Os nicolaítas, pelo menos até o tempo de Ireneu, alegavam que ele era o fundador da seita.

## Nicolaísmo
De acordo com Ireneu de Lyon em sua Adversus Haereses, os nicolaítas, uma seita herética condenada já no Apocalipse, tomou seu nome deste diácono. Na Philosophumena, Hipólito escreve que Nicolau inspirou a seita através de sua indiferença com a vida e pelos prazeres da carne. Seus seguidores tomaram este ensinamento como uma licença para se entregarem à luxúria. A Enciclopédia Católica relata a história de que depois que os apóstolos admoestaram Nicolau por maltratar sua bela esposa por causa de seu ciúme, ele a deixou e permitiu que outro se casasse com ela, dizendo que a carne deveria ser maltratada. O texto também afirma que a veracidade da história é discutível, embora seja provável que os próprios nicolaítas acreditassem que Nicolau era o fundador da seita. Na Stromata, Clemente de Alexandria afirma que a seita corrompeu as palavras de Nicolau, cujo sentido original era controlar os prazeres do corpo, para justificar sua libertinagem..

### Em Epifânio
Epifânio de Salamis, um impreciso autor, relata alguns detalhes da vida de Nicolau, o diácono, e o descreve gradualmente afundando na mais grotesca impureza. e se tornando o originador dos nicolaítas e outras seitas gnósticas libertinas:
| “ | [Nicolau] tem uma bela esposa e se absteve de relações sexuais imitando àqueles que ele acredita serem devotos de Deus. Ele persistiu nisto por um tempo, mas no fim não conseguiu suportar controlar sua incontinência....Mas por estar envergonhado da sua derrota e suspeitar que tenha sido descoberto, ele se aventurou em dizer "Não terá a vida eterna aquele que não copular todos os dias" | ” |
|   | — Epifânio, Panarion (Haer., 25.1). |   |

## A eleição
Os apóstolos convocaram então os discípulos e propuseram que fosse formada uma comissão de "sete homens acreditados (martyroumenous), cheios de espírito e de sabedoria" (Atos 6:3), que se incumbiriam da distribuição. Esta história está descrita nos Atos dos Apóstolos (Atos 6:1–7) e os sete são objeto de muitas tradições posteriores, como a que afirma que eles eram todos parte dos Setenta Discípulos que aparecem no Evangelho de Lucas. 
São os sete: Estevão, Filipe, Prócoro, Nicanor, Timão, Parmenas e Nicolau.